# (2236) Austrasia
(2236) Austrasia est un astéroïde de la ceinture principale découvert le 2 mars 1933 par l'astronome allemand Karl Wilhelm Reinmuth. Le lieu de découverte est Heidelberg (024).